# آتنتو
آتنتو (انگلیسی: Atento) شرکت خدمات برون‌سپاری آمریکایی است، که در سال ۱۹۹۹ تأسیس شد.